# David Richmond-Peck

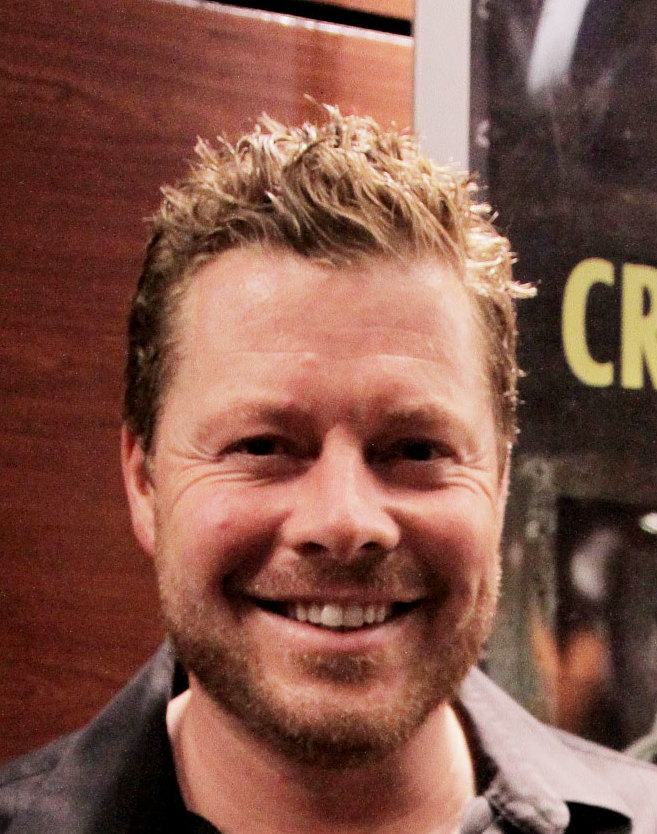
David Richmond-Peck auf der Premiere von Cruel & Unusual in Vancouver 2014.

David Richmond-Peck (* 5. April 1974 in Oakville, Ontario) ist ein kanadischer Filmschauspieler.

## Leben und Wirken
Richmond-Pech wuchs in einer Medizinerfamilie auf und besuchte bis 1992 das Appleby College in Oakville. Sein Schauspielstudium im Studio 58 des Langara Colleges brach er nach dem vierten Semester ab.
Zu Beginn seiner schauspielerische Karriere war er überwiegend in Nebenrollen in verschiedenen kanadischen und US-amerikanischen Fernsehserien zu sehen. Unter anderem spielte er 2003 in Stargate – Kommando SG-1 die Rolle des Jaffa Commander Orpheus, von 2003 bis 2004 in Jeremiah – Krieger des Donners die Rolle des Tad und 2006 in Battlestar Galactica die Rolle des Jake. Daneben war er in Fernsehfilmen wie in Die Wahrheit über Jenny Rand in der Hauptrolle Benny Thomason und in Family Sins – Familie lebenslänglich in der Rolle des Joey Geck zu sehen.
Die erste Rolle in einer Kinoproduktion spielte er im Film Fantastic Four aus dem Jahr 2005. Im Jahr 2008 wirkte er im Kinofilm Married Life in einer Hauptrolle mit.
Weiterhin war er in verschiedenen Fernsehproduktionen zu sehen. In der BBC-America-Serie Orphan Black spielte er von 2013 bis 2016 die Rolle des Olivier Duval, in Dark Matter von 2015 bis 2017 in neun Folgen die Rolle des Commander Nieman.
Richmond-Peck ist mit der kanadischen Schauspielerin Alisen Down liiert.

## Filmografie (Auswahl)
- 2000–2002: Mysterious Ways (Fernsehserie, 3 Folgen)
- 2002–2003: Der Fall John Doe! (John Doe, Fernsehserie, 2 Folgen)
- 2002–2007: Smallville (Fernsehserie, 3 Folgen)
- 2003: Stargate – Kommando SG-1 (Stargate SG-1I, Fernsehserie, eine Folge)
- 2003: Jake 2.0 (Fernsehserie, 2 Folgen)
- 2003–2004: Jeremiah – Krieger des Donners (Jeremiah, Fernsehserie, 4 Folgen)
- 2004: Die Wahrheit über Jenny Rand (Try to Remember)
- 2004: Family Sins – Familie lebenslänglich (Family Sins)
- 2005: Verlieben verboten (Confessions of a Sociopathic Social Climber)
- 2005: The L Word – Wenn Frauen Frauen lieben (The L Word, Fernsehserie, 2 Folgen)
- 2005: Fantastic Four
- 2005: Behind the Camera: The Unauthorized Story of Mork & Mindy
- 2005–2008: Robson Arms (Fernsehserie, 19 Folgen)
- 2006: Battlestar Galactica (Fernsehserie, 2 Folgen)
- 2006: She’s the Man – Voll mein Typ! (She’s the Man)
- 2007: Traveler (Fernsehserie, 3 Folgen)
- 2007: Married Life
- 2008: Stargate Atlantis (Fernsehserie, eine Folge)
- 2008: Eureka – Die geheime Stadt (Fernsehserie, eine Folge)
- 2008: Der Tag, an dem die Erde stillstand (The Day the Earth Stood Still)
- 2009: The Zero Sum
- 2009–2010: V – Die Besucher (V, Fernsehserie, 6 Folgen)
- 2010: Fringe – Grenzfälle des FBI (Fringe, Fernsehserie, 2 Folgen)
- 2010: Shattered (Fernsehserie, eine Folge)
- 2011: Endgame (Fernsehserie, eine Folge)
- 2011: Planet der Affen: Prevolution
- 2011: Armageddon 2012 – Die letzten Stunden der Menschheit (Earth’s Final Hours)
- 2011: Doomsday Prophecy – Prophezeiung der Maya (Doomsday Prophecy)
- 2012: Die Firma (The Firm, Fernsehserie, 2 Folgen)
- 2012: XIII – Die Verschwörung ('XIII)
- 2012–2013: Lost Girl (Fernsehserie, 3 Folgen)
- 2012: Flashpoint – Das Spezialkommando (Flashpoint, Fernsehserie, eine Folge)
- 2013: Suits (Fernsehserie, eine Folge)
- 2013: Pacific Rim
- 2013: Murdoch Mysteries (Fernsehserie, eine Folge)
- 2013: Cracked (Fernsehserie, eine Folge)
- 2013: Played (Fernsehserie, eine Folge)
- 2013–2014: Hemlock Grove (Fernsehserie, 4 Folgen)
- 2013–2016: Orphan Black (Fernsehserie, 5 Folgen)
- 2014: Saving Hope (Fernsehserie, eine Folge)
- 2014: Cruel & Unusual
- 2014: Darknet – Nur ein Klick zum Horror (Darknet, Fernsehserie)
- 2014: Degrassi (Fernsehserie, 2 Folgen)
- 2015: He Never Died
- 2015: Hyena Road
- 2015–2017: Dark Matter (Fernsehserie, 9 Folgen)
- 2016: 12 Monkeys (Fernsehserie, eine Folge)
- 2017–2018: Cardinal (Fernsehserie, 9 Folgen)

## Auszeichnungen (Auswahl)
Leo Awards 2006
- Preisträger in der Kategorie Bester Schauspieler in einem Spielfilm für Behind the Camera: The Unauthorized Story of Mork & Mindy

Leo Awards 2010
- Preisträger in der Kategorie Bester Schauspieler in einem Kurzfilm für Instant
- Nominierung in der Kategorie Bester Schauspieler in einer Gastrolle für V – Die Besucher

Gemini Awards 2011
- Nominierung in der Kategorie Bester Schauspieler in einer Gastrolle für Endgame